# Cold Case Files, Vol. I
Cold Case Files, Vol. I – kompilacja amerykańskiej grupy hiphopowej Onyx. Została wydana 19 sierpnia 2008 roku.

## Lista utworów
1. "U.S.G." - 0:15
2. "Ghetto Way of Thinking" - 4:40
3. "O.N.Y.X." - 3:21
4. "See U in Hell Pt. 2" - 3:22
5. "Evil Streets (Remix)" feat. Method Man - 4:13
6. "Rock U" - 4:14
7. "Hydro" - 3:06
8. "Purse Snatchaz Pt. 2" feat. Smoothe Da Hustler, Trigger Tha Gambler & D.V. Alias Khrist - 3:32
9. "Wili'n Wili'n" - 4:08
10. "Free Style" - 3:39
11. "I'll Murda U" feat. Gangreen - 3:43
12. "Mad World" - 4:16
13. "I Don't Want to Die" - 3:47
14. "Return of the Madface" - 3:22
15. "Candy Man" - 2:12
16. "Hard to Be a Thug" - 3:09